# Мізорам
Мізорам (гінді मिज़ोरम, англ. Mizoram) — невеликий штат на сході Індії зі столицею у місті Аїджал. Розташований на північному сході країни. На півночі межує з трьома індійськими штатами Трипура, Ассам і Маніпур. На заході проходить державний кордон з Бангладеш, а на сході з М'янмою.

## Історія
Штат утворився 20 лютого 1987 року, ставши 23-м штатом Індії. До цього територія мала статус Союзної території, а до 1972 року входила до складу штату Ассам. Назва штату Мізорам походить від корінного народу мізо, а слово «рам» означає «земля».

## Адміністративний поділ
У адміністративному відношенні штат ділиться на округи:
- Айзавл